# Teixidor sakalava
El teixidor sakalava (Ploceus sakalava) és un ocell de la família dels ploceids (Ploceidae).

## Hàbitat i distribució
Habita el bosc àrid, zones arbustives, semideserts i medi urbà, a les terres baixes del nord, oest i sud de Madagascar.